# Jana Pittman
Jana Emily Pittman-Rawlinson (Sydney, 9 novembre 1982) è un'ostacolista, velocista e bobbista australiana, campionessa mondiale dei 400 metri ostacoli a Saint-Denis 2003 e Osaka 2007.

## Biografia

### Bob
SI dedicò al bob dal 2012, ricoprendo il ruolo di frenatrice per il team pilotato dalla connazionale Astrid Radjenovic nelle stagioni 2012/13 e 2013/14 di Coppa del Mondo. Ha inoltre partecipato alle olimpiadi di Soči 2014 classificandosi al 14º posto e ai Campionati mondiali di St. Moritz 2013 giungendo sedicesima.

## Palmarès
| Anno | Manifestazione          | Sede        | Evento      | Risultato | Prestazione | Note                                     |
| ---- | ----------------------- | ----------- | ----------- | --------- | ----------- | ---------------------------------------- |
| 1999 | Mondiali allievi        | Bydgoszcz   | 400 m piani | 7ª        | 55"06       |                                          |
| 1999 | Mondiali allievi        | Bydgoszcz   | 400 m hs    | Oro       | 57"87       |                                          |
| 2000 | Giochi olimpici         | Sydney      | 400 m hs    | Batteria  | 56"76       |                                          |
| 2000 | Giochi olimpici         | Sydney      | 4×400 m     | 5ª        | 3'23"81     |                                          |
| 2000 | Mondiali juniores       | Santiago    | 400 m piani | Oro       | 52"45       |                                          |
| 2000 | Mondiali juniores       | Santiago    | 400 m hs    | Oro       | 56"27       |                                          |
| 2002 | Giochi del Commonwealth | Manchester  | 400 m hs    | Oro       | 54"40       |                                          |
| 2002 | Giochi del Commonwealth | Manchester  | 4×400 m     | Oro       | 3'25"63     |                                          |
| 2003 | Mondiali                | Saint-Denis | 400 m hs    | Oro       | 53"22       | Miglior prestazione personale            |
| 2004 | Giochi olimpici         | Atene       | 400 m hs    | 5ª        | 53"92       |                                          |
| 2006 | Giochi del Commonwealth | Melbourne   | 400 m hs    | Oro       | 53"82       |                                          |
| 2006 | Giochi del Commonwealth | Melbourne   | 4×400 m     | Oro       | 3'28"66     |                                          |
| 2007 | Mondiali                | Osaka       | 400 m hs    | Oro       | 53"31       | Miglior prestazione personale stagionale |

## Altre competizioni internazionali
2002
- Bronzo in Coppa del mondo ( Madrid), 400 m hs – 55"15

2007
- Argento alla World Athletics Final ( Stoccarda), 400 m hs – 54"19

## Riconoscimenti
- Atleta mondiale emergente dell'anno (2000)